# Elvira Gutiérrez Rodríguez
Elvira Gutiérrez Rodríguez (Madrid, 8 de enero de 1950 - Asturias, 5 de agosto de 2016) fue una pionera española del arteterapia. Realizó la primera tesis doctoral sobre esta disciplina en España en 1999. Fue doctora en Bellas Artes, psicoterapeuta Gestalt, arteterapeuta, mentora, pintora y escultora.

## Trayectoria
Se licenció en la Facultad de Bellas Artes de la Universidad de Barcelona. En 1999, realizó la primera tesis doctoral sobre arteterapia en España titulada "Arteterapia con orientación gestáltica", dirigida por Noemí Martínez Díez, Doctora en Bellas Artes por la UCM. La tesis incluye un extenso trabajo de campo. En ella Gutiérrez aboga por una visión holística e integradora del ser humano y afirma que la expresión artística es un medio idóneo para el autoconocimiento, ya que al realizarse en un marco de seguridad se favorece la espontaneidad. Además, dado el lenguaje simbólico que utiliza, refleja el inconsciente. También defiende que el énfasis no se ponga en el resultado, sino en el proceso, es decir, en la creación, apropiación responsable de contenidos, desarrollo de percepción, evitación de juicio, etc.
También se formó en Terapia Gestalt, y en 1997 leyó su Tesina para la Asociación Española de Terapia Gestalt: "Arteterapia. Expresión plástica, el color y los centros de energía", dirigida por Paco Peñarrubia, uno de los introductores de la Gestalt en España. Además, fue experta universitaria en educación artística.
Fue miembro, docente y supervisora de la Asociación Española de Terapia Gestalt; psicoterapeuta reconocida por la Federación Española de Asociaciones de Psicoterapeutas (FEAP); fundadora del Centro de Arteterapia y Terapia Gestalt de Madrid en 2000 y su directora hasta 2016; y cofundadora de la Asociación Española de Arteterapia Gestáltica Humanística (ARTEGH).
A su trayectoria profesional centrada en la difusión del arteterapia en España, Gutiérrez aportó una extensa formación académica y trabajo de investigación, la incorporación de la conciencia corporal y las emociones para desbloquear la creatividad, conocimientos adquiridos en numerosos viajes por el mundo y experiencia en diversos ámbitos como: meditación Zen, pintura meditativa Zen, antiguas tradiciones, terapias corporales, judo, taichí, yoga, flauta, técnica de pintura japonesa sumi-e, mandalas.
Efectuó numerosas aportaciones al ámbito académico en forma de trabajos y ponencias e impartió módulos y talleres en distintas universidades. Además, realizó seminarios en centros de arteterapia, Terapia Gestalt y psicoterapia de toda España, publicó artículos en diversos medios y fue responsable de los talleres de Arteterapia de la Fundación RAIS.

## Publicaciones
- Arteterapia gestáltica ante la depresión y la ansiedad, Arteterapia en el ámbito de la salud mental, Asociación Andaluza de Arteterapia (ASANART), 2013, Huelva, ISBN 84-616-4815-3.(descarga en línea)
- Arteterapia humanista: proceso gestáltico a través de los chakras, Mandala edic, 2011, Madrid, ISBN 9788483524114.[7]
- Arteterapia y adecuación a las circunstancias, rev. Estudios de Gestalt n.º 2, Mandala edic., 2008, ISBN 978-84-8352-102-1
- Teoría y práctica Gestalt en Arteterapia, libro Arteterapia. Nuevos caminos para la mejora personal y social, Junta de Andalucía, 2006, Sevilla, ISBN 84-611-0754-3 .[10]
- El arte de la introspección, libro Arteterapia: principios y ámbitos de aplicación, Junta de Andalucía, 2005, Sevilla, ISBN 84-609-3113-7
- Trastornos de la personalidad y Arteterapia, boletín de AETG, n.º 24, 2004.
- Pintura meditativa, una forma de arteterapia, Rev. Homo Artísticus n.º 13, 2004
- 20 años de arteterapia. Proceso Artístico-Proceso Terapéutico, una frontera inexistente, boletín de AETG, n.º 22, 2002
- Arteterapia para grupos de personas sin hogar, rev. Arte, Individuo y Sociedad, Univ. Complutense, 2000, Madrid
- Pinturas Correctoras en Arteterapia, boletín AETG, n.º 18, 1998